# Aaron Blunck
Aaron Blunck (Englewood, 12 aprile 1996) è uno sciatore freestyle statunitense, specialista nell'halfpipe, due volte campione del mondo, vincitore di due Coppa di specialità e di quattro medaglie agli X Games.

## Biografia
Originario di Englewood Aaron Blunck ha debuttato in Coppa del Mondo il 9 dicembre 2011, giungendo 22º a Copper Mountain, dove ha ottenuto il suo primo podio, l'11 gennaio 2013 classificandosi 2º nella gara vinta dal canadese Mike Riddle, e la prima vittoria il 20 dicembre dello stesso anno.
In carriera ha partecipato a due edizioni dei Giochi olimpici invernali, Soči 2014 (7º nell'halfpipe), Pyeongchang 2018 (7º nell'halfpipe) e Pechino 2022 (7º nell'halfpipe), e a tre dei Campionati mondiali, vincendo l'oro a Sierra Nevada 2017 e a Park City 2019. Ha inoltre vinto una medaglia d'oro e tre d'argento ai Winter X Games.

## Palmarès

### Mondiali
- 2 medaglie:
  - 2 ori (halfpipe a Sierra Nevada 2017; halfpipe a Park City 2019)

### Winter X Games
- 4 medaglie:
  - 1 oro (superpipe ad Aspen 2017)
  - 3 argenti (superpipe ad Aspen 2020, ad Aspen 2021 e ad Aspen 2022)

### Coppa del Mondo
- Miglior piazzamento in classifica generale: 3º nel 2020
- Vincitore della Coppa del Mondo di halfpipe nel 2020 e nel 2021
- 15 podi:
  - 6 vittorie
  - 4 secondi posti
  - 5 terzi posti

#### Coppa del Mondo - vittorie
| Data             | Luogo            | Paese       | Disciplina |
| ---------------- | ---------------- | ----------- | ---------- |
| 20 dicembre 2013 | Copper Mountain  | Stati Uniti | HP         |
| 5 febbraio 2016  | Park City        | Stati Uniti | HP         |
| 7 dicembre 2018  | Copper Mountain  | Stati Uniti | HP         |
| 13 dicembre 2019 | Copper Mountain  | Stati Uniti | HP         |
| 1º febbraio 2020 | Mammoth Mountain | Stati Uniti | HP         |
| 21 marzo 2021    | Aspen            | Stati Uniti | HP         |

Legenda:

HP = halfpipe

### Giochi olimpici giovanili
- 1 medaglia:
  - 1 bronzo (halfpipe a Innsbruck 2012)